# Afrochthonius brincki
Afrochthonius brincki är en spindeldjursart som beskrevs av Beier 1955. Afrochthonius brincki ingår i släktet Afrochthonius och familjen käkklokrypare. Inga underarter finns listade i Catalogue of Life.